# Německo-španělská smlouva (1899)

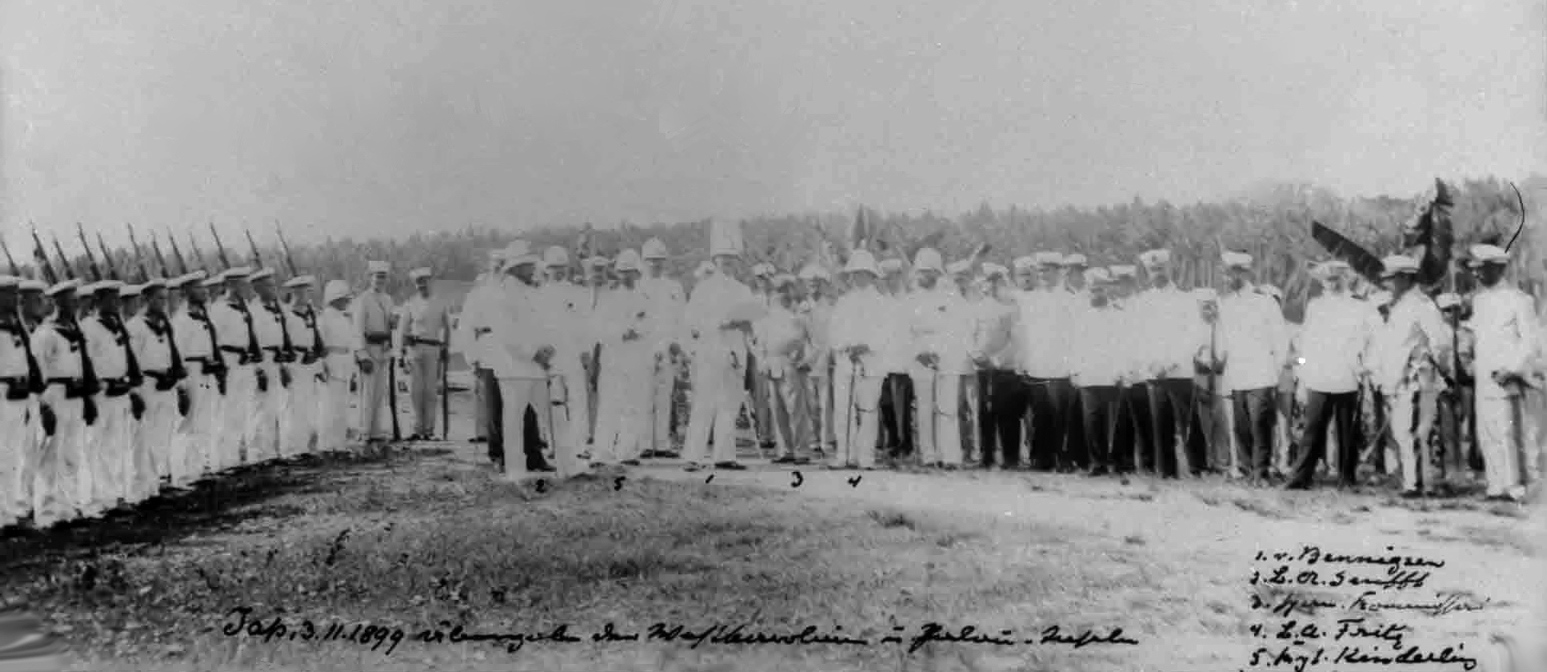
Předání Západních Karolín 3. listopadu 1899

Německo–španělská smlouva byla podepsána v roce 1899 mezi císařským Německem a Španělskem, Španělsko smlouvou prodalo drtivou většinu zbývajících pacifických ostrovů Německu za 25 milionů peset (v přepočtu 17 milionů německých zlatých marek).

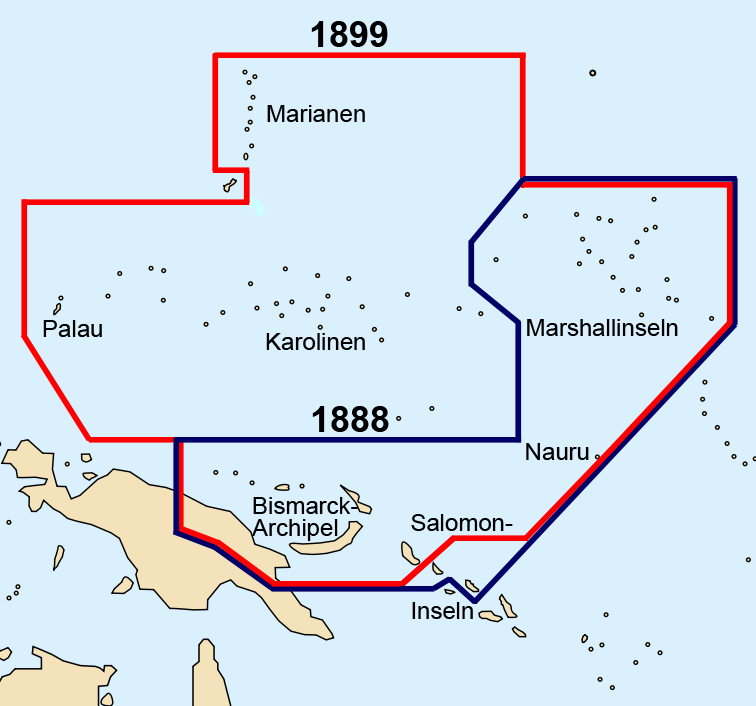
Německá Nová Guinea před a po podpisu smlouvy

V průběhu první třetiny 19. století Španělsko ztratilo v důsledku hnutí za nezávislost většinu svých kolonií. Po prohrané španělsko–americké válce v roce 1898 Španělsko ztratilo i převážnou část zbývajících území. Kuba se stala nezávislou a Spojené státy se zmocnily Portorika a také Filipín a Guamu ve Španělské Východní Indii. Španělsko si zachovalo pouze africké državy a zbylo mu na šest tisíc drobných, řídce osídlených a ne velmi produktivních tichomořských ostrovů. Po ztrátě administrativního centra v Manile byla správa ostrovů obtížná a obrana nemožná, neboť ve válce byly zničeny dvě španělské flotily. Španělská vláda se proto rozhodla zbývající ostrovy prodat.
Španělský premiér Francisco Silvela podepsal 12. února 1899 smlouvu o prodeji. Tou předal Karolíny a Severní Mariany Německu, které je začlenilo do Německé Nové Guiney. Palau, tehdy považovaný za součást Karolín, byl rovněž obsazen a během následujících let tam Němci zahájili těžbu fosfátů.
V říjnu 1914, po začátku první světové války, Japonsko napadlo a dobylo mnohé z těchto německých ostrovů. Po válce bylo v roce 1919 v jižním Pacifiku zřízeno Společností národů mandátní území typu C Tichomořské ostrovy a jeho správa svěřena Japonsku. Během a po druhé světové válce převzaly kontrolu bývalých španělských a německých souostroví v Pacifiku Spojené státy.